# 歌人一覧
歌人一覧（かじんいちらん）は、著名な歌人の一覧。

## あ
- 会津八一
- 青木ゆかり
- 青田伸夫
- 赤城猪太郎
- 赤染衛門
- 阿木津英
- 秋葉四郎
- 秋村功
- 秋山佐和子
- 秋山律子
- 浅井喜多治
- 天野慶
- 雨宮雅子
- 新井章
- 在原業平
- 安藤治子
- 安立スハル
- 李正子
- 筏井嘉一
- 池田はるみ
- 石井辰彦
- 石井登喜夫
- 石川啄木
- 石川不二子
- 石川美南
- 石田比呂志
- 石原純
- 伊勢
- 櫟原聰
- 井辻朱美
- 和泉式部
- 一乗院宮尊賞親王
- 板宮清治
- 伊藤一彦
- 伊藤公平
- 伊藤左千夫
- 伊藤生更
- 稲葉京子
- 猪股靜彌
- 違星北斗
- 今井邦子
- 今橋愛
- 入江相政
- 岩田正
- 岩谷莫哀
- 上坂あゆ美
- 上田三四二
- 上村典子
- 魚村晋太郎
- 鵜飼康東
- 潮みどり
- 内山晶太
- 生方たつゑ
- 梅内美華子
- 卜部兼好
- 梅村敏子
- 江田浩司
- 江戸雪
- 江畑耕作
- 江畑實
- 江原岳瑤
- 生沼義朗
- 扇畑忠雄
- 大口玲子
- 大黒富治
- 大下一真
- 大島史洋
- 太田青丘
- 太田水穂
- 大田美和
- 大滝和子
- 大谷和子
- 大塚寅彦
- 大辻隆弘
- 大伴黒主
- 大伴旅人
- 大伴家持
- 大西民子
- 大野誠夫
- 大原寿恵子
- 大松達知
- 大森静佳
- 岡しのぶ
- 岡麓
- 岡井隆
- 岡崎裕美子
- 岡野弘彦
- 岡部桂一郎
- 岡本かの子
- 岡本勝
- 小川佳世子
- 小川真理子
- 沖ななも
- 荻原裕幸
- 奥田亡羊
- 奥村晃作
- 小黒世茂
- 尾崎左永子
- 尾崎まゆみ
- 小野興二郎
- 小野小町
- 小野茂樹
- 折口春洋

## か
- 香川景樹
- 香川末光
- 香川進
- 香川ヒサ
- 香川美人
- 柿本人麻呂
- 影山一男
- 鹿児島寿蔵
- 梶原さい子
- 春日井建
- 片山新一郎
- 勝野かおり
- 加藤克巳
- 加藤治郎
- 加藤孝男
- 加藤千恵
- 加藤英彦
- 香取秀真
- 加茂真淵
- 雁部貞夫
- 川島喜代詩
- 川田順
- 川野芽生
- 川野里子
- 河野裕子
- 河原冬蔵
- 菊澤研一
- 紀貫之
- 紀友則
- 徽子女王
- 岸上大作
- 来嶋靖生
- 喜撰法師
- 喜多昭夫
- 北原白秋
- 北原由夫
- 北村季吟
- 紀野恵
- 木下幸文
- 木下利玄
- 木下長嘯子
- 木俣修
- 曲亭馬琴
- 清原日出夫
- 久木田真紀
- 楠田立身
- 葛原妙子
- くどうれいん
- 窪田空穂
- 窪田章一郎
- 栗木京子
- 黒木三千代
- 黒瀬珂瀾
- 黒田淑子
- 桑原正紀
- 建礼門院右京大夫
- 小井川潤次郎
- 小池光
- 古泉千樫
- 河野愛子
- 小坂井大輔
- 小式部内侍
- 小島清
- 小島なお
- 小島ゆかり
- 小高賢
- 五島美代子
- 小谷心太郎
- 小中英之
- 小林慶子
- 小林幹也
- 五味保義
- 小見山輝
- 米田靖子
- 近藤芳美
- 今野寿美

## さ
- 西行
- 三枝昂之
- 三枝浩樹
- 斎藤喜博
- 斉藤斎藤
- 斎藤史
- 斎藤茂吉
- 齋藤芳生
- 斎藤瀏
- 佐伯裕子
- 坂井修一
- 榊原紘
- 嵯峨直樹
- 佐久良東雄
- 笹公人
- 笹井宏之
- 佐佐木信綱
- 佐佐木弘綱
- 佐佐木幸綱
- 佐藤羽美
- 佐藤佐太郎
- 佐藤志満
- 佐藤真由美
- 佐藤通雅
- 佐藤弓生
- 薩摩慶治
- 猿丸大夫
- 佐保田芳訓
- 澤村斉美
- 三条西実条
- 似雲
- 塩谷朝業
- 志田周子
- 篠弘
- 柴田典昭
- 柴生田稔
- 島木赤彦
- 島田修二
- 島田修三
- 島田幸典
- 島津忠景
- 清水比庵
- 清水房雄
- 下村宏
- 釈迢空
- 正徹
- 式子内親王
- 杉浦翠子
- 杉浦明平
- 杉山太郎
- 鈴鹿俊子
- 鈴木晴香
- 鈴木康文
- 鈴木重嶺
- 須永朝彦
- 住友友成
- 住谷三郎
- 隅田葉吉
- 清少納言
- 背奈行文
- 仙波龍英
- 僧正遍昭
- 宗不旱
- 曽宮一念
- 染野太朗

- 田井安曇
- 大弐三位
- 平兼盛
- 田江岑子
- 高木佳子
- 高島裕
- 高嶋健一
- 高瀬一誌
- 高野公彦
- 高橋俊人
- 高畠式部
- 高松公祐
- 高村光太郎
- 高安国世
- 高山鉄男
- 武下奈々子
- 竹山広
- 橘曙覧
- 辰巳泰子
- 巽聖歌
- 田中濯
- 田中拓也
- 田中教子
- 棚木恒寿
- 田野陽
- 玉井清弘
- 玉田黙翁
- 田村元
- 田谷鋭
- 俵万智
- 千々和久幸
- 茅野雅子
- 千葉聡
- 千代國一
- 築地正子
- 塚本邦雄
- 土田耕平
- 土屋文明
- 筒井富栄
- 都築直子
- 角宮悦子
- 常見千香夫
- 塘健
- 坪野哲久
- 寺山修司
- 田捨女
- 天道なお
- 十市遠忠
- 土岐善麿
- 時田則雄
- 常磐井猷麿
- 徳田白楊
- 富小路禎子
- 鳥居

## な
- 内藤明
- 永井陽子
- 中家菜津子
- 中河幹子
- 長坂梗
- 長澤一作
- 中澤系
- 中沢直人
- 長沢美津
- 中城ふみ子
- 永田和宏
- 永田紅
- 永田淳
- 長塚節
- 中山礼治
- 中野嘉一
- 中村憲吉
- 中村徳也
- 中原中也
- 中濱絲子
- 長森光代
- 成瀬有
- 成沢未来
- 南原繁
- 西王燦
- 錦三郎
- 西部暁村
- 西四辻公業
- 沼波万里子
- 野口あや子
- 野口恵子

## は
- 萩原慎一郎
- 萩原朔太郎
- 萩原広道
- 橋本喜典
- 初井しづ枝
- 服部真里子
- 花山多佳子
- 馬場あき子
- 浜田到
- 浜田康敬
- 浜名理香
- 林和清
- 原阿佐緒
- 原知一
- 東直子
- 樋口智子
- 日高堯子
- 平井弘
- 平賀元義
- 平福百穂
- 広野三郎
- 廣野翔一
- 福島泰樹
- 藤井常世
- 藤森朋夫
- 藤原顕季
- 藤原顕輔
- 藤原清輔
- 藤原兼輔
- 藤原為時
- 藤原定家
- 藤原俊成
- 藤原元真
- 藤原基俊
- 藤原龍一郎
- 福田柳太郎
- 古谷智子
- 文屋康秀
- 辺見じゅん
- 細井魚袋
- 細溝洋子
- 細谷雄二
- 堀田季何
- 穂村弘
- 本田一弘
- 本多俊民
- 本多稜

## ま
- 前登志夫
- 前川明人
- 前川佐美雄
- 前田純孝
- 前田透
- 前田康子
- 前田夕暮
- 蒔田さくら子
- 正岡子規
- 枡野浩一
- 松井芒人
- 松木秀
- 松平盟子
- 松野志保
- 松村英一
- 松村正直
- 松村由利子
- 松本典子
- 松山茂助
- 真中朋久
- 萬造寺齊
- 三ヶ島葭子
- 水野昌雄
- 水原紫苑
- 道浦母都子
- 三井修
- 光栄堯夫
- 光森裕樹
- 源順
- 源俊頼
- 源仲正
- 源義家
- 源頼政
- 源季遠
- 源実朝
- 源光行
- 源親行
- 源季貞
- 宮崎信義
- 宮柊二
- 宮英子
- 宮地伸一
- 宮永茂一
- 宮本栄一郎
- 武川忠一
- 武者小路実陰
- 紫式部
- 村山道雄
- 森岡貞香
- 森山耕平
- 森山汀川

## や
- 八木沼丈夫
- 安永蕗子
- 安森敏隆
- 柳澤美晴
- 山上次郎
- 山川登美子
- 山口茂吉
- 山崎方代
- 山階基
- 山城一成
- 山田あき
- 山田消児
- 山田富士郎
- 山田航
- 山本成雄
- 山本節子
- 山本康夫
- 山中智恵子
- 山上憶良
- 山部赤人
- 結城哀草果
- 由谷一郎
- 雪舟えま
- 柚木圭也
- 横山未来子
- 与謝野晶子
- 与謝野鉄幹
- 吉井勇
- 吉植庄亮
- 𠮷岡生夫
- 吉川宏志
- 吉澤義則
- 吉田漱
- 吉田武
- 吉田正俊
- 吉田和氣子
- 吉野秀雄
- 吉野裕之
- 吉村睦人
- 四元仰
- 米川千嘉子

## ら
- 良寛
- 霊元天皇
- 玲はる名

## わ
- 若林牧春
- 若山喜志子
- 若山牧水
- 脇坂八雲軒
- 渡辺直己
- 渡辺松男
- 蕨真一郎